# Karanja
Karanja è una città dell'India di 60.158 abitanti, situata nel distretto di Washim, nello stato federato del Maharashtra. In base al numero di abitanti la città rientra nella classe III (da 20.000 a 49.999 persone).

## Geografia fisica
La città è situata a 20° 30' 41 N e 77° 29' 13 E.

## Società

### Evoluzione demografica
Al censimento del 2001 la popolazione di Karanja assommava a 60.158 persone, delle quali 30.990 maschi e 29.168 femmine. I bambini di età inferiore o uguale ai sei anni assommavano a 8.534, dei quali 4.381 maschi e 4.153 femmine. Infine, coloro che erano in grado di saper almeno leggere e scrivere erano 43.562, dei quali 24.065 maschi e 19.497 femmine.